# Giuseppe Brega
Giuseppe Brega (né en 1877 à Urbino, dans la province de Pesaro et Urbino, et mort le 20 février 1960) fut un architecte et céramiste de la région des Marches représentant du style Art nouveau italien.

## Biographie

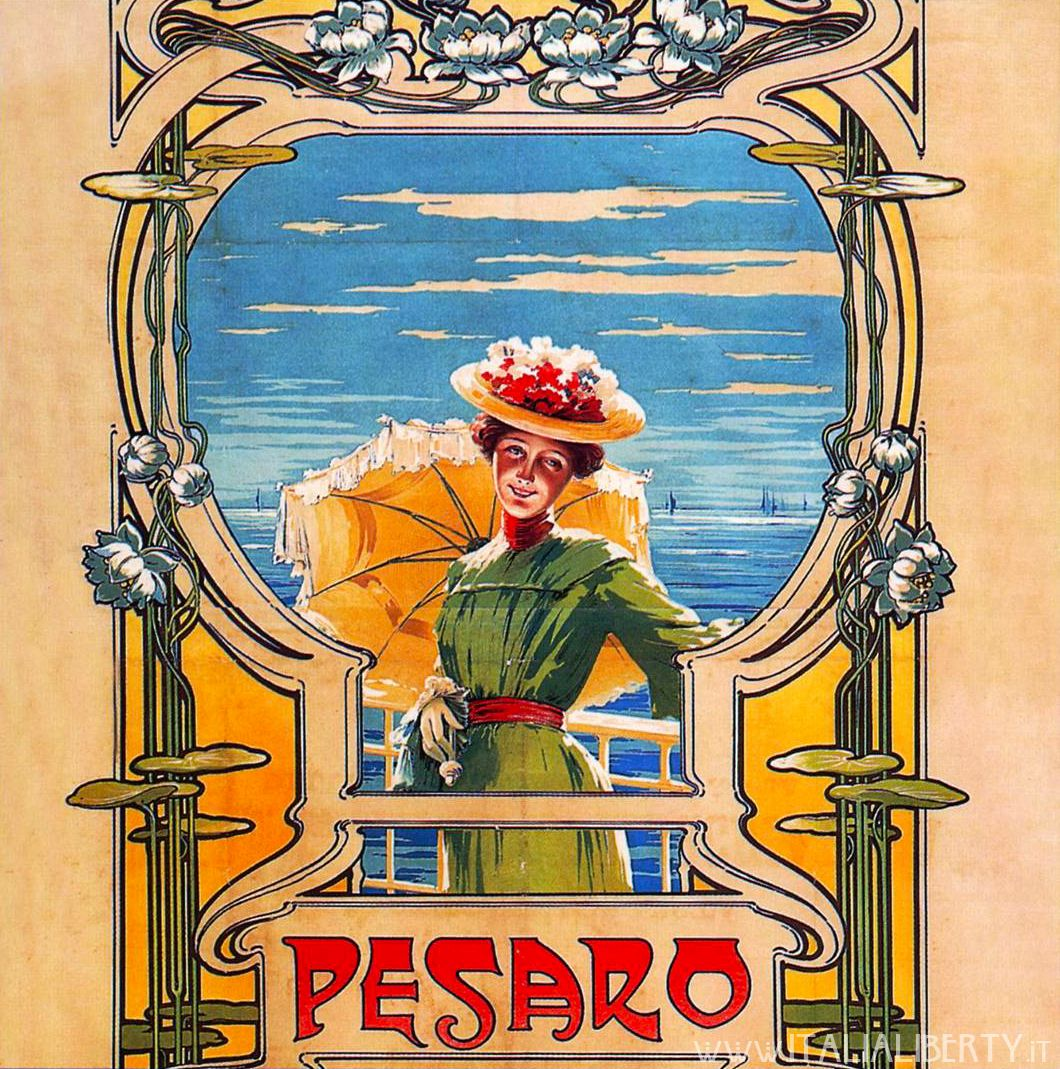
Finestra sul Lido - Giuseppe Brega - Liberty - Pesaro, 1905

Elève de Diomède Catalucci, il peint très jeune la villa "Il Montale" d'Ettore Baiardi, située près d'Urbino.
Diplômé de l'Institut royal des beaux-arts des Marches, Brega, qui s'est installé à Pesaro, a commencé sa carrière comme artiste, décorateur, architecte et professeur de dessin.
Il a d'abord travaillé dans l'industrie céramique de l'industriel pharmaceutique Oreste Ruggeri pour lequel il a également été directeur artistique. 
Plus tard, de 1902 à 1907, il réalise un important travail dans le style Art Nouveau (Liberty en italien) avec Ruggeri, sa principale réalisation, la Villa Ruggeri à Pesaro. 
Elle est considérée comme l'exemple le plus représentatif du Stile Liberty, la mouvance italienne de l'Art nouveau.
Pour ce travail, il a également conçu des meubles, des décorations intérieures, des éléments en fer forgé et des décorations extérieures.
En 1905, il peint l'affiche publicitaire de la saison balnéaire de Pesaro intitulée "Une fenêtre sur le Lido", dessinant une figure féminine dans un paysage marin.